# Agenda 21
 (novembre 2021).
L'Agenda 21 est un plan d'action pour le XXIe siècle adopté par 182 chefs d'État lors du sommet de la Terre à Rio de Janeiro en juin 1992. Il concerne les collectivités territoriales : régions, départements, communes, ainsi que les établissements publics comme les communautés de communes et les communautés d'agglomération.
En 2015, l'agenda 2030 succède à l'agenda 21 : il fixe 17 objectifs de développement durable (ODD).

## Description
Avec ses 40 chapitres, ce plan d'action décrit les secteurs où le développement durable doit s'appliquer dans le cadre des collectivités territoriales.
Il formule des recommandations dans des domaines aussi variés que :
- la pauvreté ;
- la santé ;
- le logement ;
- la pollution ;
- la richesse ;
- la gestion des mers, des forêts et des montagnes ;
- la désertification ;
- la gestion des ressources en eau et de l'assainissement ;
- la gestion de l'agriculture ;
- la gestion des déchets.

En parallèle à ce plan d'action, une déclaration sur l'environnement et le développement a été adoptée. Elle énumère 27 principes à suivre pour mettre en œuvre l'Agenda 21.
Les collectivités territoriales sont appelées, dans le cadre du chapitre 28 de l'Agenda 21 de Rio, à mettre en place un programme d'Agenda 21 à leur échelle, intégrant les principes du développement durable, à partir d'un « mécanisme de consultation de la population » : ainsi naît l'Agenda 21 local (extrait du chapitre 28). « Elles jouent, au niveau administratif le plus proche de la population, un rôle essentiel dans l'éducation, la mobilisation et la prise en compte des vues du public en faveur d'un développement durable. »
Les réseaux de villes (Fédération Mondiale des Cités Unies et International Union of Local Authorities aujourd'hui Cités et gouvernements locaux unis, Metropolis, International Council for Local Environmental Initiative) prennent l'initiative des travaux pour veiller à la mise en œuvre concrète des Agendas 21 locaux. La mise en œuvre peut s'appuyer sur des logiciels.
En France, l'Observatoire national des agendas 21 locaux, porté par le ministère du Développement durable, l'Association 4D, l'Association des maires de France et le Comité 21 assurent cette mission. D'autres structures relaient ce travail au niveau national ou régional comme le Comité 21 – Comité français pour l'environnement, l'Association 4D (dossiers et débats pour le développement durable), l'association ETD (Entreprises territoires développement), le réseau des agences régionales de l'environnement (RARE).

## Législation

### En France
La démarche Agenda 21 d'élaboration d'un projet de territoire répondant aux principes du développement durable s'appuie désormais sur des fondements législatifs. À la Loi Voynet, votée en 1999, il convient d'ajouter la loi relative au renforcement et à la simplification de la coopération intercommunale (1999) et la loi relative à la solidarité et au renouvellement urbains (SRU, 2000) ainsi que la loi d'orientation agricole (LOA, 1999) et la loi relative à la démocratie de proximité (2002). Chacune de ces lois propose aux collectivités locales maîtres d'ouvrage des outils qui favorisent, au niveau local, une politique de développement durable dans le sens des orientations de Rio de 1992.

## Essaimage de l'Agenda 21
Les valeurs et recommandations véhiculées par l'Agenda 21 ont été reprises par d'autres structures que les collectivités locales.
C'est le cas par exemple de l'Agenda 21 du sport en France, adopté par le Comité national olympique et sportif français (CNOSF) le 22 octobre 2003, en cours de déclinaison ou d'application dans les fédérations sportives. Cet Agenda 21 du sport français définit 21 « objectifs », répartis sur quatre « piliers » thématiques et portés par des « préconisations » plus concrètes.
Pour les entreprises, la démarche est différente. La responsabilité sociétale des entreprises se matérialise sous la forme d'une stratégie dite RSE. En France, depuis la loi sur les nouvelles régulations économiques (NRE) du 15 mai 2001, les entreprises cotées doivent publier un rapport de développement durable basé sur leur stratégie RSE. Différents cabinets de conseil proposent de tels services ou supports d'application tels que par exemple le manuel des achats durables.
Des collèges et lycées développent leur agenda 21, avec parfois des aides prévues par les collectivités (en Région Nord-Pas-de-Calais par exemple).